# Youssef Rabeh
Youssef Rabeh, né le 13 avril 1985, est un footballeur international marocain qui évolue au poste de défenseur.

## Biographie
Son club formateur est le FUS de Rabat.

## Sélection en équipe nationale
| Caps | Date       | Match              | Lieu       | Score | Compétition      |
| 1    | 11/10/2008 | Maroc - Mauritanie | Rabat      | 4 - 1 | Elim.CAN/CM 2010 |
| 2    | 19/11/2008 | Maroc - Zambie     | Casablanca | 3 - 0 | Amical           |
| ---- | ---------- | ------------------ | ---------- | ----- | ---------------- |

## Carrière
- 2003 - 2005 : FUS de Rabat ( Maroc)
- 2005 - jan. 2006 : Al Ahly Djeddah ( Arabie saoudite)
- jan. 2006-2006 : FUS de Rabat ( Maroc)
- 2006 - 2007 : FAR de Rabat ( Maroc)
- 2007 - fév. 2010: Levski Sofia ( Bulgarie)
- fév. 2010 -mars 2010 : FK Anji Makhatchkala ( Russie)
- mars 2010 -déc. 2010 : Moghreb de Tétouan ( Maroc)
- jan. 2011-déc. 2017 : Wydad de Casablanca ( Maroc)[1],[2]

## Palmarès
- Finaliste de la Coupe de la CAF en 2006
- Vice-Champion du Maroc en 2007 et en 2016
- Champion du Maroc en 2015, 2017
- Finaliste de la Ligue des champions de la CAF 2011
- Vainqueur de la Ligue des champions de la CAF 2017